# Великоніг австралійський
Великоніг австралійський (Megapodius reinwardt) — вид куроподібних птахів родини великоногових (Megapodiidae).

## Назва
Вид названий на честь нідерландського натураліста Каспара Георга Карла Рейнвардта (1773—1854).

## Поширення
Вид поширений на півночі Австралії, на Новій Гвінеї, Малих Зондських островах та в Східному Тимору. Мешкає у дощовому лісі, болотних лісах та мангрових лісах.

## Опис
Великий птах, завдовжки 30-47 см. Оперення коричнево-сіре. Хвіст короткий. Ноги міцні, помаранчевого кольору. Основа дзьоба переважно коричневого кольору, кінчик і краї жовтувато-коричневі до помаранчеві.

## Спосіб життя
Живиться насінням, опалими плодами та наземними безхребетними. Гніздиться у великих курганах з суміші піску, листя та інших рослинних решток, де тепло, що утворюється при розкладанні органічного матеріалу, служить для інкубації яєць. Будівництво та обслуговування курганів, які можуть досягати 4,5 м у висоту та 9 м у діаметрі, відбувається протягом року.

## Підвиди
- Megapodius reinwardt reinwardt Dumont, 1823
- Megapodius reinwardt macgillivrayi G.R.Gray, 1862
- Megapodius reinwardt tumulus Gould, 1842
- Megapodius reinwardt yorki Mathews, 1929
- Megapodius reinwardt castanonotus Mayr, 1938